# Methanococcoides
En taxonomía, Methanococcoides es un género dentro de Methanosarcinaceae. Las especies de Methanococcoides son arqueas metanógenas obligadas, completemente depiendentes en compuestos metilados para nutrición. La especie tipo de Methanococcoides es Methanococcoides methylutens.

## Otras lecturas

### Revistas científicas
- Springer E; Sachs MS; Woese CR; Boone DR (1995). «Partial gene sequences for the A subunit of methyl-coenzyme M reductase (mcrI) as a phylogenetic tool for the family Methanosarcinaceae». Int. J. Syst. Bacteriol. 45 (3): 554-559. PMID 8590683. doi:10.1099/00207713-45-3-554.
- Sowers KR; Johnson JL; Ferry JG (1984). «Phylogenic relationships among the methylotrophic methane-producing bacteria and emendation of the family Methanosarcinaceae». Int. J. Syst. Bacteriol. 34: 444-450. doi:10.1099/00207713-34-4-444.
- Sowers KR; Ferry JG (1983). «Isolation and characterization of a methylotrophic marine methanogen, Methanococcoides methylutens gen. nov., sp. nov». Appl. Environ. Microbiol. 45 (2): 684-690. PMC 242344. PMID 16346215.
- Balch WE; Fox GE; Magrum LJ; Woses CR et al. (1979). «Methanogens: reevaluation of a unique biological group». Microbiol. Rev. 43 (2): 260-296. PMC 281474. PMID 390357.

### Bases de datos científicos
- PubMed
- PubMed Central
- Google Scholar